# Cimarron City (Oklahoma)
Cimarron City es un pueblo ubicado en el condado de Logan en el estado estadounidense de Oklahoma. En el año 2010 tenía una población de 150 habitantes y una densidad poblacional de 33,33 personas por km².

## Geografía
Cimarron City se encuentra ubicado en las coordenadas 35°53′6″N 97°36′10″O / 35.88500, -97.60278 (35.884999, -97.602874).

## Demografía
Según la Oficina del Censo en 2000 los ingresos medios por hogar en la localidad eran de $34,219 y los ingresos medios por familia eran $50,625. Los hombres tenían unos ingresos medios de $30,938 frente a los $9,583 para las mujeres. La renta per cápita para la localidad era de $17,380. Alrededor del 14.3% de la población estaban por debajo del umbral de pobreza.